# Прокопова Надія Миколаївна
Надія Миколаївна Прокопова (нар. 25 вересня 1943) — українська радянська діячка, новатор виробництва, токар, інженер-технолог Кам'янського машинобудівного заводу Черкаської області. Депутат Верховної Ради УРСР 7—8-го скликань.

## Біографія
Народилася у родині робітниці Кам'янського машинобудівного заводу. Закінчила школу.
З 1959 року — токар механічного цеху автоматів Кам'янського машинобудівного заводу Черкаської області. Перевиконувала виробничі завдання, досягала високої якості продукції.
У 1967 році закінчила заочно Одеський верстатобудівний технікум.
Член КПРС.
З кінця 1960-х років — інженер-технолог нормувальник Кам'янського машинобудівного заводу імені 50-річчя Радянської України Черкаської області.
Потім — на пенсії у місті Кам'янці Черкаської області.

## Нагороди
- ордени
- медалі